# جون ر. إريكسون
جون ر. إريكسون (بالإنجليزية: John R. Erickson)‏ هو مربي ماشية وكاتب للأطفال أمريكي، ولد في 20 أكتوبر 1942 في مدلاند في الولايات المتحدة.